# بنیاد استانداردهای گزارشگری مالی بین‌المللی
| بنیاد استانداردهای گزارشگری مالی بین‌المللی | بنیاد استانداردهای گزارشگری مالی بین‌المللی                    |
| ------------------------------------------ | ------------------------------------------------------------- |
|                                            |                                                               |
| بنیان‌گذاری اولیه                           | ژوئن ۱۹۷۳ با نام کمیته استانداردهای حسابداری بین‌المللی (IASC) |
| بنیان‌گذاری فعلی                            | ۱ آوریل ۲۰۰۱                                                  |
| شخصیت حقوقی                                | سازمان غیرانتفاعی با هیئت امنایی ۲۲ نفری                      |
| مقر                                        | لندن، انگلستان                                                |
| پذیرندگان IFRSs                            | ۱۴۷ کشور                                                      |
| زبان رسمی                                  | انگلیسی                                                       |
| مدیر اجرایی                                | یائل الموگ                                                    |
| تارنمای رسمی                               | www.ifrs.org بایگانی‌شده در ۲۰ ژوئن ۲۰۱۳ توسط Wayback Machine  |

بنیاد استانداردهای گزارشگری مالی بین‌المللی (IFRS Foundation)، مرجع تدوین استانداردهای گزارشگری مالی بین‌المللی (IFRS) است. این بنیاد ابتدا ژوئن ۱۹۷۳ با نام کمیته استانداردهای حسابداری بین‌المللی (IASC) در لندن، انگلستان راه‌اندازی شد، و سپس در ۱ آوریل ۲۰۰۱ به نام بنیاد استانداردهای گزارشگری مالی بین‌المللی تغییر نام یافت.

## اهداف
این بنیاد یک سازمان غیرانتفاعی عام‌المنفعه می‌باشد. اهداف اصلی این بنیاد عبارت‌اند از:
- ایجاد مجموعه‌ای واحد، با کیفیت بالا، فهم‌پذیر، لازم‌الاجراشدنی، و جهانی از استانداردهای گزارشگری مالی بین‌المللی از راه نهاد استانداردگذار خود، هیئت استانداردهای حسابداری بین‌المللی (IASB)، که از ۱ آوریل ۲۰۰۱ راه‌اندازی شد؛:* ترویج استفاده و به‌کارگیری دقیق این استانداردها؛:* توجه به نیازهای گزارشگری مالی اقتصادهای در حال توسعه و واحدهای اقتصادی کوچک و متوسط؛ و
- هم‌گرایی استانداردهای حسابداری ملی و بین‌المللی با ارائهٔ راه‌کارهای با کیفیت بالا.

## مهم‌ترین منابع تولیدی بنیاد
مهم‌ترین منابع تولیدی این بنیاد عبارت‌اند از:
- استانداردهای حسابداری بین‌المللی (IASs)؛:* استانداردهای گزارشگری مالی بین‌المللی (IFRSs) که از ۲۰۰۱ جایگزین استانداردهای حسابداری بین‌المللی شدند؛:* تفسیرهای استانداردهای گزارشگری مالی بین‌المللی (IFRICs)؛ و
- بیانیه‌های تفسیرهای کمیتهٔ تفسیر (SICs).

## هیئت استانداردهای حسابداری بین‌المللی (IASB)

لوگوی هیئت استانداردهای حسابداری بین‌المللی (IASB) (زیر نظر بنیاد استانداردهای گزارشگری مالی بین‌المللی)

هیئت استانداردهای حسابداری بین‌المللی (IASB)–متشکل از ۱۵ عضو- که زیر نظر بنیاد استانداردهای گزارشگری مالی بین‌المللی (IFRS Foundation) فعالیت می‌کند، متولی اصلی تدوین استانداردهای گزارشگری مالی بین‌المللی (IFRSs) است. تفسیرها نیز از سوی کمیته تفسیرها تهیه و منتشر می‌شوند.